# 回龙山镇
回龙山镇，是中华人民共和国湖北省黄冈市团风县下辖的一个乡镇级行政单位。

## 行政区划
回龙山镇下辖以下地区：
回龙山社区、回龙山村、涂家湾村、沙畈村、马家岭村、林家大湾村、古坟咀村、华家大湾村、花园村、罗家咀村、望家山村、草塘村、沈家湾村、独尊山村、乌龙庵村、黄家大塘村、粑铺村、岗上湾村、大湾铺村、吴家大湾村、鹞子湖村、崔家铺村、鸽子山村、瓜山村、坎子湾村、江八汊村和梅家墩村。

## 知名人物
- 林彪（回龙山镇林家大湾人）
- 李四光（回龙山镇香炉山人）
- 殷海光（回龙山镇殷家楼人）
- 秦兆阳（回龙山镇枣树店人）
- 林育英（回龙山镇林家大湾人）
- 林育南（回龙山镇林家大湾人）